# Яхаги (река)
Яхаги (яп. 矢作川 яхаги-гава) — река в Японии на острове Хонсю (регион Токай). Протекает по территории префектур Айти, Нагано и Гифу. Длина реки составляет 118 км, на территории её бассейна (1830 км²) проживает около 740 тыс. человек.
Исток Яхаги находится под горой Окаваири (высотой 1908 м) в Центральных японских Альпах, на территории уезда Симоина префектуры Нагано. В верховьях в неё впадают Нагура и Иитабора, после чего река течёт через горы на границе префектур Гифу и Айти. Ниже, на равнине, в реку впадают Томоэ и Ото и ответвляется старый рукав Яхаги-фурукава, после чего оба рукава впадают в залив Микава. Крупнейшими притоками Яхаги являются Томоэ и Ото.
Бассейн Яхаги лежит на высотах до 1908 м. Среднегодовая норма осадков в бассейне реки составляет 1654 мм в год, большая их часть выпадает в июле и сентябре. Осадки в верховьях реки составляют около 2000 мм в год, в среднем течении 1600 мм в год, а в низовьях около 1400 мм в год. Средняя температура составляет 11 °C в верховьях и 15 °C в низовьях. Согласно японской классификации, Яхаги является рекой первого класса. Расход воды составляет 37 м³/с.
Уклон реки в верховьях составляет около 1/400-1/800, а в низовьях — 1/1200-1/2200; у устья он составляет менее 1/5000 и солёная вода поднимается на 7 км вглубь реки.
Большая часть бассейна реки сложена гранитом мелового периода и несёт много песка (песчаных отложений), образующегося из гранитных скал. В низовьях речная равнина шириной в 5 км сложена плейстноценовыми речными террасами и метаморфическими породами мелового периода. Нынешнее русло реки образовалась в XVII веке, когда его искусственно перенесли для защиты полей от наводнений. Аллювий состоит из нескольких слоёв гравия, песка и глины. Дельта Яхаги образовалась между V и X веками до н. э., с тех пор в ней накапливались отложения. Общий объём углерода, накопившийся в ней (на площади 92,1 км²), исследователи оценивают в 26 Tг.
В 78 км от устья расположены плотины Яхаги-Дайни и Яхаги-Дайити, возведённые в 1970 году. Гравитационная бетонная плотина Яхаги-Дайни высотой в 38 м используется для производства электроэнергии. Выше неё находится бетонная арочная плотина Яхаги-Дайити высотой в 100 м, которая используется для производства электроэнергии и водоснабжения. Сооружение плотин привело к уменьшению объёма осадка, выносимого рекой. В результате сильно сократилась площадь камышовых зарослей в эстуарии.
Около 74 % бассейна реки (1354 км²) занимают леса. Естественные леса встречаются, в основном, в верховьях, и составляют 7 % от этого числа, господствующими видами в них являются Fagus crenata и Quercus crispula. В среднем течении распространены посадки криптомерии Cryptomeria japonica и Chamaecyparis obtusa, выше на склонах также встречаются Pinus densiflora и Larix kaempferi. В низовьях 42 % лесистой территории занимают молодые леса (до 40 лет). Основными видами в них являются листопадные, вроде Quercus serrata, также произрастают вечнозелёные виды, такие как Pinus densiflora или Pinus thunbergii и Quercus glauca.
В ХХ и XXI веках катастрофические наводнения происходили в 1959, 1961, 1969, 1972, 2000 и 2008 годах. Во время наводнения 1959 года, вызванного тайфуном Вера (в Японии — «тайфун Исэ-ван»), 4235 домов было полностью и 14 188 частично разрушено, в 1972-м было полностью разрушено 452 дома.